# Sophie Löwe
Pour les articles homonymes, voir Lowe.
Ne doit pas être confondu avec Sophie Lowe.
Johanna Sophie Löwe, née le 24 mars 1815 au Vieux-Bourg et morte le 29 novembre 1866 à Pest, est une soprano allemande.

## Biographie
Fille ainée de l’acteur Ferdinand Löwe, Sophie naît le 24 mars 1815. Elle commence son éducation musicale à Mannheim, avant de se perfectionner à Francfort puis à Vienne en 1831 avec Giuseppe Ciccimarra. Remarquée lors d’un concert en 1832, elle est engagée pour chanter au Theater am Kärntnertor de Vienne, où elle est très applaudie, tout comme à Francfort, Hanovre, Hambourg, Leipzig, Paris, Londres et dans plusieurs villes italiennes. Après une tournée à travers le nord de l’Allemagne, elle entre, en 1837, dans la troupe de l'Opéra d’État de Berlin.
En 1841 elle crée le rôle de Maria Padilla dans l'opéra du même titre de Gaetano Donizetti à la Scala de Milan. Elle chante ensuite au Teatro Regio de Turin, au San Carlo de Naples et est prima donna à la Fenice de Venise où elle chante dans Nabucco de Giuseppe Verdi (Abigaille) fin 1842 et début 1843, puis dans Linda di Chamounix de Donizetti (Linda), I Lombardi alla prima crociata de Verdi (Giselda), Beatrice di Tenda de Vincenzo Bellini (Beatrice), Lucrezia Borgia de Donizetti (Lucrezia) en 1844. La même année elle chante dans Maria di Rohan de Donizetti (Maria) au Teatro comunale de Bologne. En 1845 elle chante à nouveau à la Fenice, dans Giovanna d'Arco de Verdi (Giovanna).  
Elle crée en 1844 le rôle d’Elvira dans Ernani de Giuseppe Verdi. Excédé par les exigences de la chanteuse qui cherche à imposer un air de bravoure pour le finale, Verdi écrit à la suite de la première : « Il est impossible de chanter plus faux que ne l'a fait hier soir la Loewe ». Il ne lui en confie pas moins le rôle d’Odabella dans Attila en 1846 et la souhaite pour sa Lady Macbeth (Macbeth 1847), rôle qu'elle décline pour préserver une grossesse.
Douée d’une belle voix, excellente actrice, elle fut l’une des plus célèbres chanteuses d’opéra allemandes de son époque. En 1848, elle abandonna le théâtre pour épouser le prince Frédéric Adalbert de Liechtenstein (1807-1885), quatrième fils de Jean Ier de Liechtenstein. Elle meurt le 29 novembre 1866 à Pest